# He Zizhen
He Zizhen (賀子珍T, 贺子珍S, Hè ZǐzhēnP, He (Ho) Tzu-chenW; Contea di Yongxin, 20 settembre 1910 – Shanghai, 19 aprile 1984) è stata una rivoluzionaria cinese, moglie di Mao Zedong dal maggio 1930 al 1937.

## Biografia
He Zizhen nacque nella contea di Yongxin, Jiangxi, durante la dinastia Qing e si unì alla Lega della Gioventù Comunista Cinese nel 1925. Si diplomò alla scuola femminile di Yongxin e si unì al Partito Comunista Cinese nel 1926. Conobbe Mao Zedong durante le azioni di guerriglia sui monti Jinggang nel 1928.
Esperta di guerriglia e abile combattente, He Zizhen fu anche un'eccellente tiratrice che si guadagnò il soprannome di "generale dalle due pistole". Quando si sposarono, Mao non aveva divorziato dalla sua seconda moglie Yang Kaihui, che aveva sposato nel 1920. Yang fu arrestata e giustiziata nel 1930 dal Kuomintang.
He Zizhen ebbe sei figli con Mao Zedong, ma eccetto la loro figlia Li Min, tutti morirono giovani o furono separati dalla famiglia. La loro figlia maggiore, che era stata lasciata a una famiglia locale nel Fujian, fu ritrovata e riconosciuta dal fratello di He Zizhen nel 1973, ma non ebbe la possibilità di incontrare Mao o He. Due ricercatori inglesi che hanno ripercorso l'intera lunga marcia tra il 2002 e il 2003 hanno individuato una donna che ritengono possa essere una bambina scomparsa lasciata alle cure di altri da Mao e He nel 1935.
Nel 1937 He Zizhen si recò in Unione Sovietica per curare una ferita subita in precedenza in battaglia. In seguito frequentò l'Università orientale di Mosca. Mentre He Zizhen era in Russia, Mao incontrò e sposò la sua quarta moglie Jiang Qing. Al suo ritorno in Cina nel 1947, He scoprì di non poter sperare di ricoprire alcun tipo di ruolo politico a Pechino. In seguito divenne presidente dell'Unione delle donne della provincia dello Zhejiang. Morì nel 1984 a Shanghai.